# Siegessäule (revista)
Siegessäule es una revista LGBT de Berlín (Alemania) fundada en abril de 1984. durante los primeros años sólo se distribuía en Berlín Occidental y llevaba el subtítulo La hoja mensual de Berlín para gais.
La revista fue ideada dentro de los encuentros Treffens Berliner Schwulengruppen en Berlín, en el local de la Allgemeine Homosexuelle Arbeitsgemeinschaft, en la Friedrichstraße. La fudnación se realizó poco después en el local de SchwuZ en la calle Hasenheide, siendo editores la asociación Freunde der Siegessäule e.V.. La publicación destacó sobre todo en la muy pronta información sobre el sida, entonces todavía una enfermedad nueva.
Los miembros de la redacción y otros trabajadores procedían en la década de 1980 de diferentes medios sociales gais: okupas del Tuntenhaus en Berlín (Bülowstr. 55), estudiantes, políticos, vividores, libreros y aficionados a los trenes eléctricos se repartían los trabajos de redacción, edición, impresión y venta. La revista estaba en el centro de la infraestructura LGBT de Berlín Occidental que en aquel momento estaba floreciendo.
Durante la década de 1990, Siegessäule se convirtió cada vez más en un medio de comunicación serio a tomar en cuenta, alcanzando el estatus de portavoz del ambiente LGBT y es en la actualidad (2008) la revista LGBT por excelencia de Berlín y la revista LGBT europea de su tipo de mayor tirada. La reviste incluye un extenso calendario de actividades, así como de una edición en línea.
Desde 2000 edita semestralmente una guía gratuita de locales LGBT, el Siegessäule Kompass. La guía ha ido aumentando su número de páginas en las 11 primeras ediciones desde las 84 páginas hasta las 160.
Se publica en la editorial Jackwerth-Verlag. Desde julio de 2007, Siegessäule forma junto con las revistas EXIT, gab, hinnerk, Leo y rik una asociación de revistas LGBT llamada Publigayte.

## Lolek y Bolek
En la edición de mayo de 2006, la Siegessäule movilizaba para el Día del orgullo gay en Varsovia y mostraba para ello los personajes de dibujos animados Lolek y Bolek como activistas a favor de los derechos LGBT, con el eslogan «Polen jetzt – Teraz Polska» («Polonia ahora»), que fue copiado de una campaña de marketing de la economía polaca. La portada levantó ampollas en Polonia, creándose una «Iniciativa ciudadana para la defensa de la imagen de Lolek y Bolek». Los dueños de los derechos de Lolek y Bolek también estudiaron posibles acciones contra el uso de los dos personajes.